# 미디어팩토리
미디어팩토리(일본어: メディアファクトリー 영어: Media Factory)는 일본의 출판사다. 본래는 비디오 대여 관련 사업으로 시작한 기업이다. 2011년 10월에는 가도카와 그룹 홀딩스(KADOKAWA)의 자회사가 되어 미디어 팩토리의 라이트 노벨 레이블 MF 문고 J를 가도카와 자사의 영향력으로 확대하게 되었다. 다만 가도카와 측은 미디어팩토리의 라이트 노벨과 만화 사업에 영향을 주지 않을 것이라고 밝혔다.

## 사업체
- 다빈치
- MF 문고 J
- MF 북스

## 만화잡지
- 월간 코믹 얼라이브
- 코믹 플래퍼
- 코믹 진

## 대표작
- 나는 친구가 적다
- 마리아†홀릭
- 변태왕자와 웃지 않는 고양이
- 아따맘마
- 인피니트 스트라토스
- 제로의 사역마
- 카노콘
- 캠퍼
- 사쿠라장의 애완 그녀